# MTREC
MTREC（エムトレック、Multi Throttle Responsive Engine Control system）とは、本田技研工業がかつて生産・販売していた軽自動車のビートおよびトゥデイに採用したエンジン制御システム。

## 概要
1970年代以前のスポーツカーなどに採用され、オイルショックや排出ガス規制の強化より姿を消した多連キャブレターを、電子制御燃料噴射装置を用い現代に再現したもので、各気筒ごとに独立したスロットルバルブを持ち、F1に代表されるレーシングカー用エンジンと同様に、スロットル開度とエンジン回転数とで燃料噴射量を制御(θTH-Ne)することにより、鋭いスロットルレスポンスを実現している。
さらに、アイドリングや低負荷時（巡航中）などは、インテークマニホールド負圧とエンジン回転数により制御(Pb-Ne：Dジェトロニック)することにより、市販車両として求められる高いアイドル安定性を両立したシステムである。

## 採用エンジン
E07A型
1991年5月15日に発表したビートに搭載されデビューした、直列3気筒 SOHC 12Valve 656ccのエンジン。搭載方法(横置きミッドシップ)が近いアクティ用の同型エンジンがベース。
エアクリーナーと共用の大型の吸気チャンバー（5L）直後に、3つの気筒ごとに独立したスロットルバルブを持ち、φ36mmからφ29mmまで絞られて行く吸気マニフォールドを備える。軽自動車用自然吸気エンジンで唯一自主規制上限の 64PS/8,100rpm 、6.1kgf·m/7,000rpmを誇った。
1993年1月26日に発表した2代目トゥデイにも搭載されたが、こちらは低回転域でのトルクを重視して圧縮比は9.8（この値は非MTREC仕様と同様であり、ビートは10.0）とし、58PS/7,300rpm 、6.1kgf·m/6,200rpmにデチューンされていた。